# Eburodacrys cunusaia
Eburodacrys cunusaia är en skalbaggsart som beskrevs av Martins 1997. Eburodacrys cunusaia ingår i släktet Eburodacrys och familjen långhorningar.
Artens utbredningsområde är Paraguay. Inga underarter finns listade i Catalogue of Life.